# Simyra oxyptera
Simyra oxyptera là một loài bướm đêm trong họ Noctuidae.